# Río Ruvu
El río Ruvu (antes río Kingani) es un corto río costero del África oriental, que discurre íntegramente por el este de Tanzania, en la región de Pwani y desemboca cerca de Bagamoyo en el océano Índico. Tiene una longitud de 285 km y drena una cuenca de 18078 km². Es el principal suministro de agua de la ciudad de Dar es Salaam. Debido a la deforestación y a los cambios climáticos en la región, disminuye su caudal de forma constante. El río es un típico río de llanura, con un curso sinuoso con cortos y cerrados meandros.

## Hidrometría
El caudal anual promedio del río, medido desde 1958 en un período de observación de 46 años en el puente de la carretera de Morogoro, a unos 40 km por encima de la boca del Ruvu, fue de 61 m³/s, alimentado por casi toda la zona de captación del río. El Ruvu depende, cómo la mayoría de los ríos de la región, de la temporada de lluvias.
| Caudal medio mensual del Ruvu en la estación hidrológica del puente de la carretera Morogoro (Datos correspondientes a un período de 46 años, 1958 a 2004, en m³/s) |
| |